# アグスタ A109

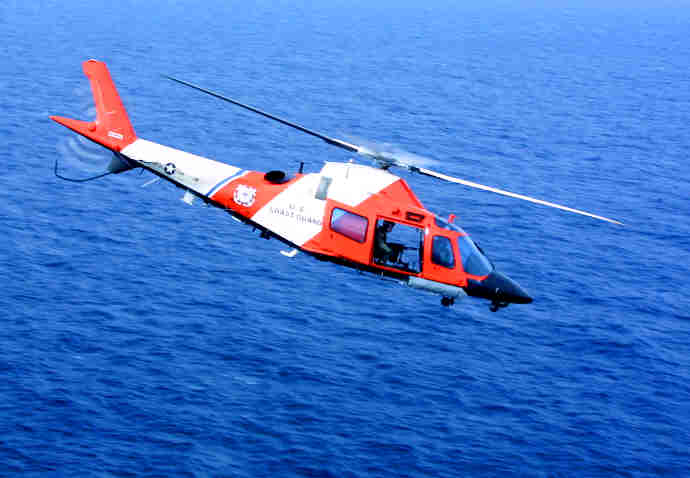
アメリカ沿岸警備隊で運用されていたMH-68A スティングレイ

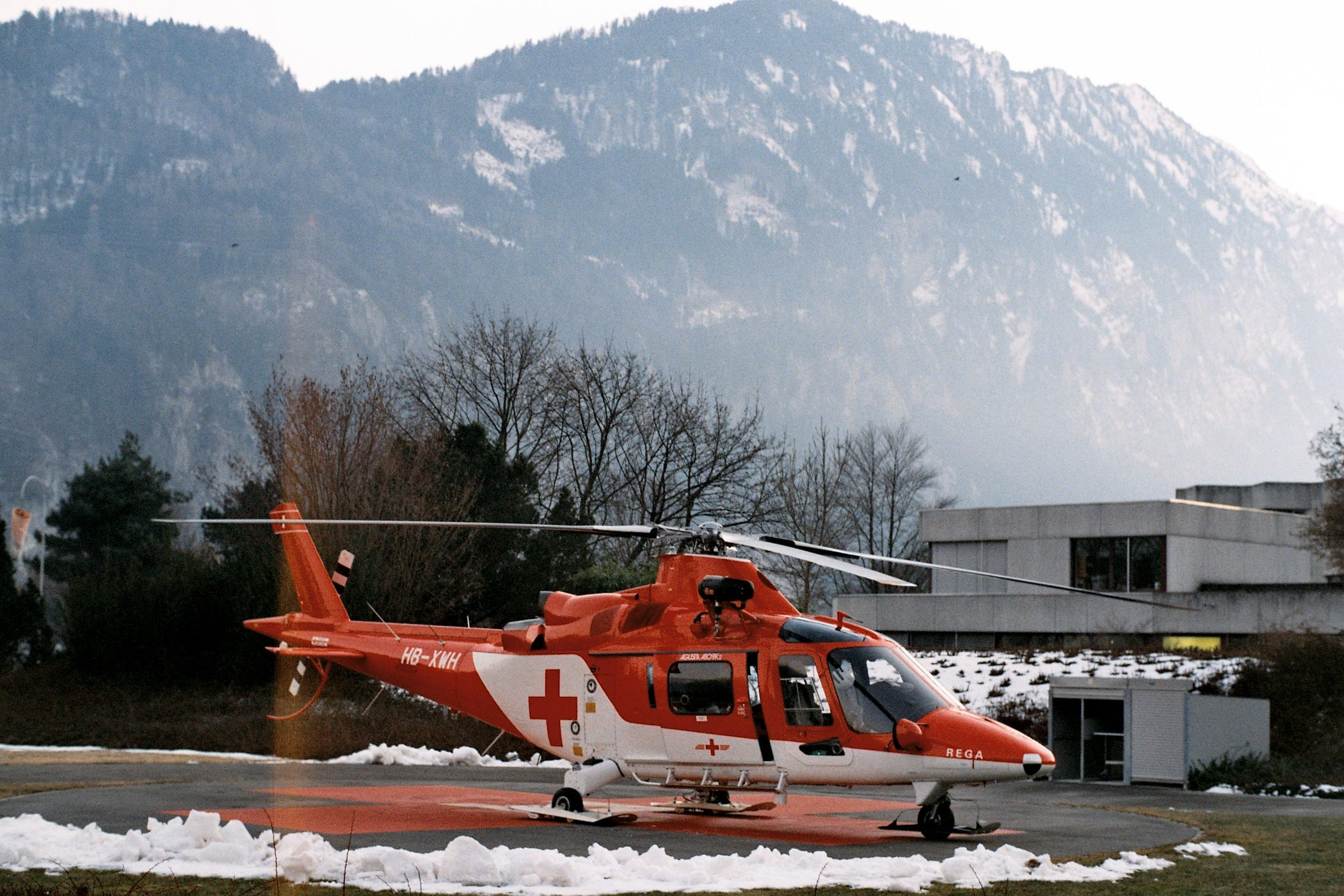
グリンデルワルト近郊に着陸中のスイス航空救助隊のA109K2

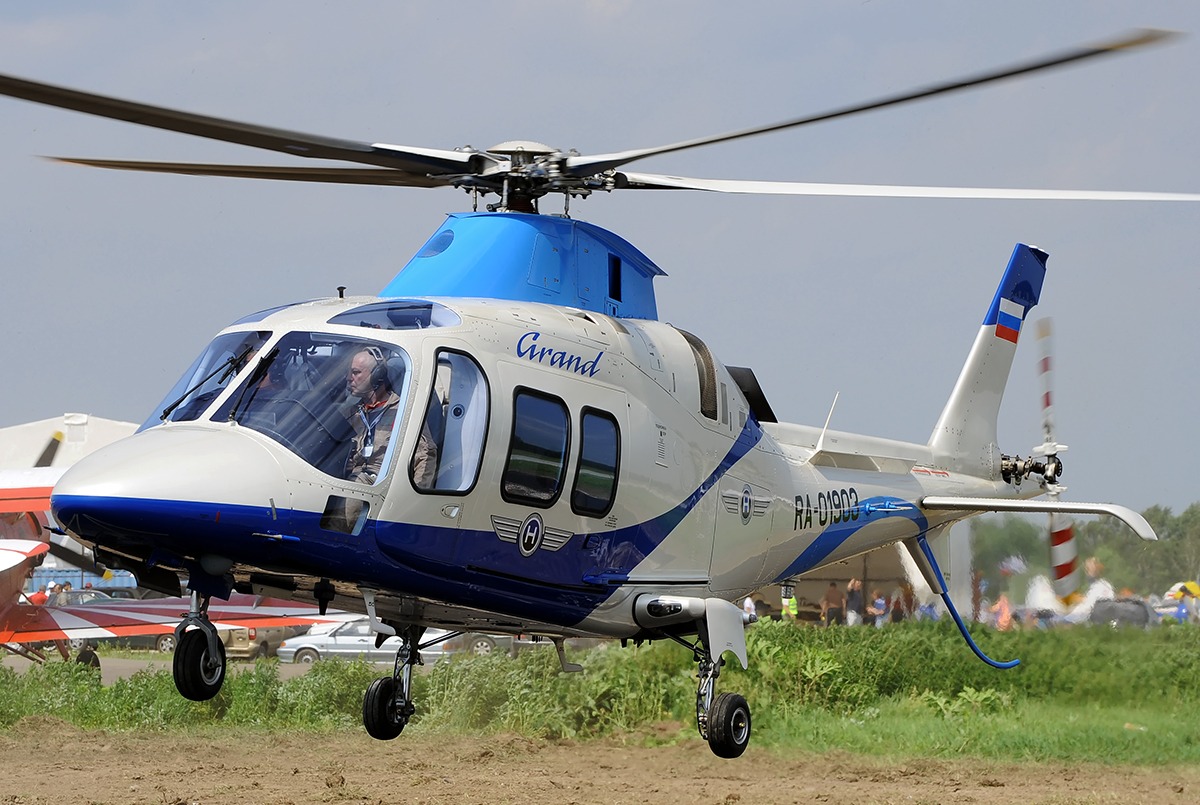
A109S グランド（2010年撮影）

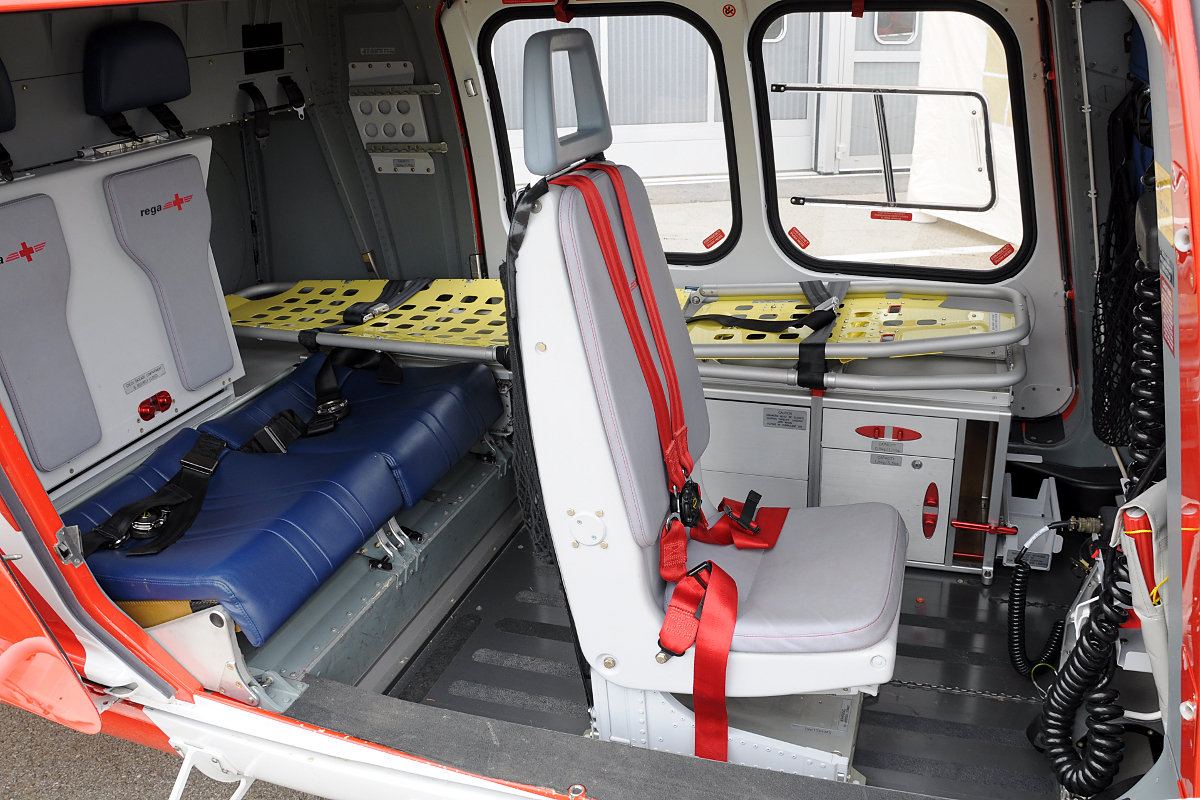
AW109SP ダビンチの機内

アグスタ A109
イタリア陸軍のA109CM
- 用途：多目的ヘリコプター
- 製造者：アグスタ
- 運用者：
  -  イタリア（イタリア軍）
  -  オーストラリア（オーストラリア海軍）
  - 他
- 運用状況：現役

アグスタウエストランド AW109(アグスタ A109)はイタリアのアグスタ社で開発・生産されたヘリコプター。現在はアグスタウエストランドが開発・販売を行っている。軽量の双発多目的ヘリコプターである。単発機であるアグスタウエストランド AW119 コアラは本機を基に開発された。

## 開発
1960年代、アグスタ社は A109A をターボシャフト単発機として開発を始めた。まもなく、1967年にはエンジンをアリソン 250-C14双発とするように設計変更された。軍用型の A109B は開発されず、開発は民間ビジネス用の8座席の A109C に集中された。最初の3機の試作機は1975年4月まで待たねばならなかった。1976年から生産機の引渡しが始まり、救急輸送や捜索用途において成功を収めた。
1975年、アグスタ社は一時は撤退した軍用の開発に再挑戦し、1976年から1977年にかけて5機のアメリカ製BGM-71 TOW対戦車ミサイルを搭載した試作機が生産された。
A109の胴体はポーランドの航空機メーカーPZL・シフィドニク （2010年よりアグスタウエストランド子会社）(PZL-Świdnik) によって製造されており、2006年6月には500機目の胴体がアグスタウエストランド社に引き渡され、同社との提携10周年記念マーキングが施された。
2008年夏にScott KasprowiczとSteve Sheikが無改造のA109Sグランドにて、平均136.7km/h（11日7時間2分）のヘリコプターの世界一周最速記録を作った。
さらにニューヨークからロサンゼルス間での最速ヘリコプター記録も作っている。

## 種類

### アグスタ A109
A109A
最初に生産された形式。アリソン250-C20R ターボシャフトエンジン(450shp × 2)を搭載する。1971年8月4日に初飛行。A109は“イルンド”(ラテン語でツバメ)と呼ばれたが、数年でこの呼び名は廃れた。
A109A EOA
イタリア陸軍における軍用型。
A109A Mk II
民間用A109Aの改良型。
A109A Mk.II MAX
A109A Mk.IIを原型とする救急・患者輸送型。担架を横向きに搭載するためキャビンを拡幅、後部に上下開きの搬入ドアを備える。
A109B
生産されなかった軍用版
A109C
8席の民間型。アリソン250-C20R-1ターボシャフトエンジン(450shp ×2)搭載。
A109C MAX
A109Cを原型とする救急・患者輸送型。
A109D
試作のみ。
A109E パワー
民間用の性能向上型。プラット・アンド・ホイットニー・カナダ PW206C ターボシャフトエンジン(640 shp × 2) を搭載。追加選択としてチュルボメカ・アリウス2K1ターボシャフトエンジン(670 shp × 2)が用意されている。
A109E パワー・エリート
A109E パワーの胴体を延長した形式。イギリス空軍が導入した。オートパイロット、計器着陸装置、GPSなどが追加され、グラスコックピットとナビゲーションシステムをパイロットの2座席とも備える。
A109LUH
A109E パワーを原型にした軍用軽汎用機。南アフリカ共和国、スウェーデン、マレーシア、ニュージーランドで運用中。
MH-68A スティングレイ
アメリカ沿岸警備隊採用のA109Eパワー。2008年まで8機が近距離密輸阻止任務用としてHelicopter Interdiction Tactical Squadron Jacksonville (HITRON Jacksonville)で運用されていた。後任はユーロコプター MH-65C。
A109K
高空性能を向上させた軍用型。チュルボメカ・アリウス1K1ターボシャフトエンジン(632shp×2)を搭載。
A109K2
A109K原型の民間向け高温高地性能向上型。大半のA109派生型と違い固定車輪を備えている。警察・捜索救難および航空患者輸送に使用される。スイスREGAの要望により作成。
A109M
軍用型。
A109KM
軍用高空性能向上型。
A109KN
海軍型。
A109CM
A109Cベースの軍用型
A109GdiF
A109E パワーのイタリア財務警察 (Guardia di Finanza) 向け。
A109BA
ベルギー陸軍向け。
A109S グランド
民間向けエンジン強化型。プラット・アンド・ホイットニー・カナダ PW207 ターボシャフトエンジン(735 shp × 2)を搭載、キャビン延長、メインローター径短縮、チップデザインを変更。
AW109SP ダビンチ
スイス航空救助隊REGAの要望によりA109S グランドをベースに航空救急用として開発された高度性能向上型。胴体の短縮、複合材の採用、固定脚採用による脚引き込み用油圧装置の削除等により110ｋｇ程度軽量化されている。
AW109 Grand New (AW109 SP)
シングルパイロットIFR、新デジタルグラスコックピット、Enhanced VisionSystem (EVS)、新EFIS（Chelton FlightLogic）シンセティックビジョン、TAWS（地形認識警報システム）、4軸オートパイロット
AW109 Trekker
AW109Grandシリーズにスキッドが付き、最先端のG1000THMグラスコックピットが装備され、FADECを備えた最大緊急出力608kWのPW207Cエンジンを2基搭載。2016年末のヨーロッパ航空安全庁(EASA)の型式証明取得予定。

### CA109
A109の中国向けで昌河飛機工業公司がライセンス生産する。

## 特記
フォークランド紛争ではアルゼンチン陸軍がA109を投入したが、内2機がイギリス陸軍に鹵獲され、以降2009年に退役するまでSASの支援任務に使用されていた。現在は、イギリス空軍がイギリス王室の輸送用に新造機を運用している。
1988年にベルギー陸軍にA109を売り込んだ時に5000万フラン以上を贈賄した。NATOの事務総長が辞任する事態に発展する。

## 運用国

### 民用・政府機関
開発国であるイタリアの警察・消防を始め各機関で運用されている。
日本国内では、政府機関、民間問わずに使われている。
主な使用先として、警察、ドクターヘリ、プライベート機などがある。
| 北海道警察   | JA03HP「ぎんれい」(A109E パワー)      |
| 警視庁       | JA34MP「はやぶさ4号」(A109E パワー)   |
|              | JA35MP「はやぶさ3号」(AW109 Trekker)  |
|              | JA36MP 「はやぶさ1号」(AW109 Trekker) |
| 宮城県警察   | JA109M「くりこま」(A109E パワー)      |
| 山形県警察   | JA80GT「がっさん」(A109E パワー)      |
| 福島県警察   | JA110B「ばんだい」(A109E パワー)      |
| 群馬県警察   | JA01GP 「あかぎ」(A109E パワー)       |
| 埼玉県警察   | JA323N 「みつみね」(A109E パワー)     |
| 神奈川県警察 | JA14KP「はまかぜ」(AW109 SP)          |
| 新潟県警察   | JA02NP「はるかぜ」(A109E パワー)      |
| 静岡県警察   | JA13PC「ふじ3号」(A109E パワー)       |
| 富山県警察   | JA6769「つるぎ」(A109K2) 引退済       |
| 愛知県警察   | JA6922「あかつき」(A109E パワー)      |
| 三重県警察   | JA06ME「いせ」(A109E パワー)          |
| 滋賀県警察   | JA110P「いぶき」(A109E パワー)        |
| 兵庫県警察   | JA110H「ひよどり」(A109E パワー)      |
| 島根県警察   | JA02PC「ちどり」(A109E パワー)        |
| 鳥取県警察   | JA39GE「さきゅう」(AW109 SP)          |
| 広島県警察   | JA22HP「みやじま2号」(A109E パワー)   |
| 愛媛県警察   | JA03EP「いしづち」(A109E パワー)      |
| 佐賀県警察   | JA023G「かささぎ」(AW109 SP)          |
| 大分県警察   | JA971V「ぶんご」(A109E パワー)        |
| 沖縄県警察   | JA22RP「なんぷう」(AW109E パワー)     |

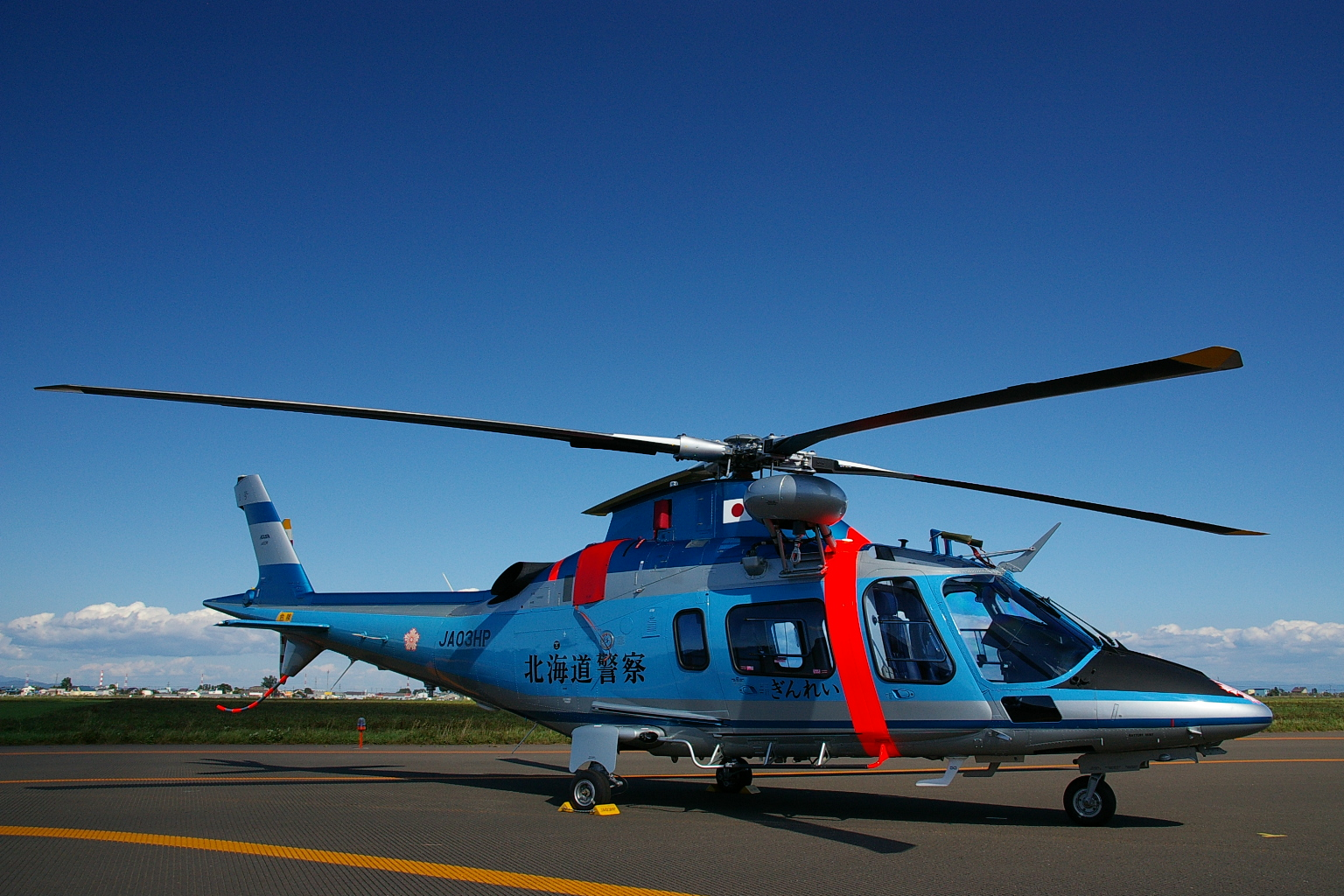
北海道警察航空隊ぎんれい1号

また、鹿児島県ドクターヘリとしてA109EとA109 Grand New が1機ずつ導入された。
社会医療法人緑泉会米盛病院も医療ヘリとして同機を導入している
警視庁がAW109 Trekkerを2機発注したと2016年6月17日にレオナルド・フィンメカニカが発表した。

### 軍用
- アルバニア

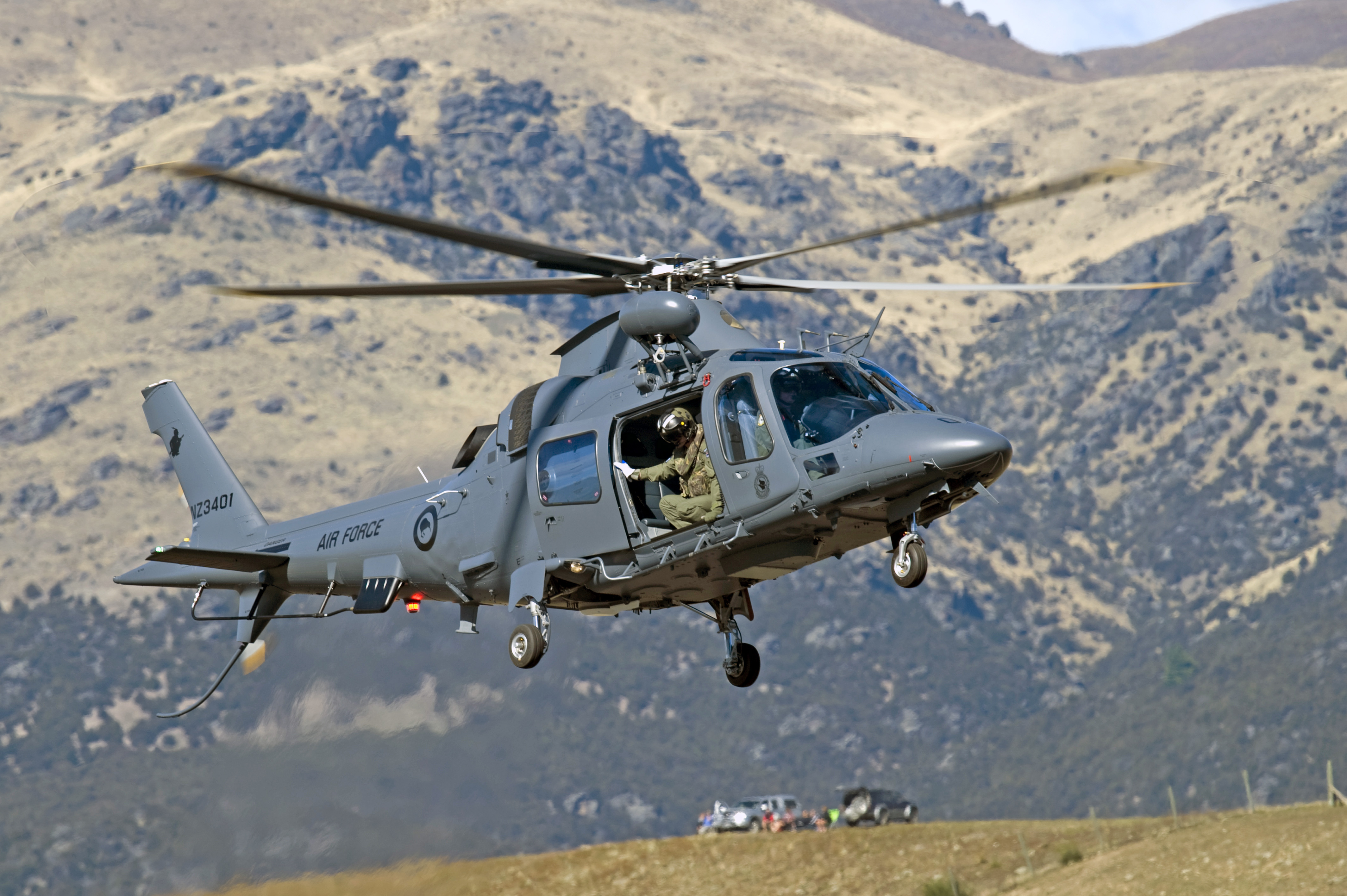
ニュージーランド空軍のA109LUH

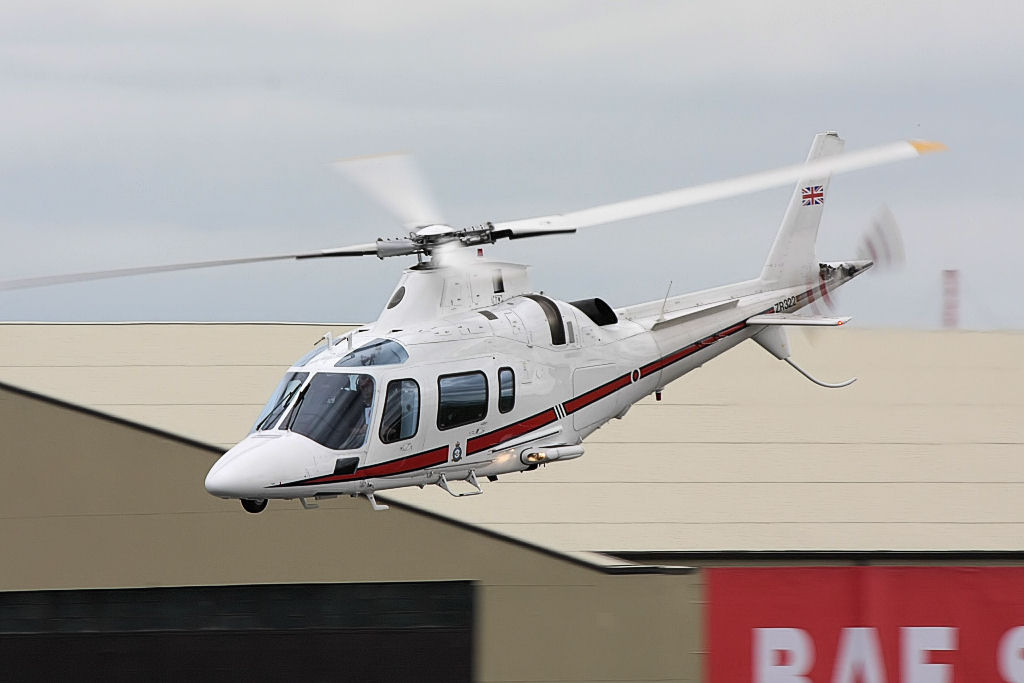
イギリス空軍のA109E パワー・エリート

  - アルバニア空軍 - 2023年時点で、1機のAW109を保有[6]。
- アルゼンチン
  - アルゼンチン陸軍
- オーストラリア
  -  オーストラリア海軍
- ベルギー
  - ベルギー航空構成部隊 - 2024年時点で、7機のAW109を保有、さらに7機を保管中[7]。
- ベナン
- 中国
  - 派生型 CA109
- チリ
  - チリ警備隊
- ガーナ
- ギリシャ
  - ギリシャ空軍 - 2024年時点で、3機のAW109を保有[8]。
- イタリア
- ニュージーランド
- ラトビア
- マレーシア
  - マレーシア陸軍
  - マレーシア沿岸警備隊
- メキシコ
- パラグアイ
- ペルー
- フィリピン
- 南アフリカ共和国  - 南アフリカ空軍向けに30機を発注し、25機は南アフリカ国内で組み立てられた[9]。2023年時点で25機のAW109LUHを保有している[9][10]。
- スウェーデン
- トルクメニスタン - 2024年時点で、トルクメニスタン空軍が3機以上のAW109を保有[11]。
- イギリス
  - イギリス陸軍航空隊
  - 帝国テストパイロット学校
  - イギリス空軍
- アメリカ合衆国
  - アメリカ沿岸警備隊(退役済)
- ベネズエラ

## 性能･主要諸元 (A109 パワー)
出典：AGUSTAWESTLAND

- 乗員:操縦士1-2名
- 乗客: 6-7名

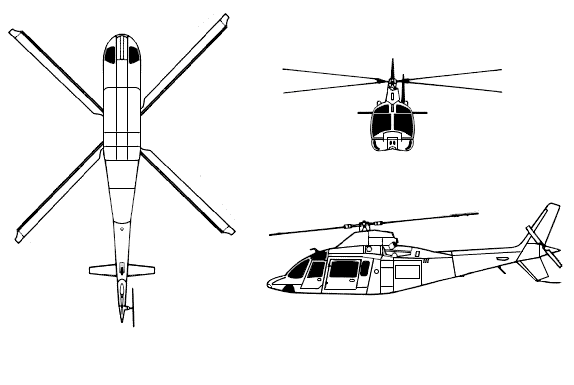
アグスタ A109 三面図

- 全長: 42 ft 9 in (13.04 m)
- 主回転翼直径: 36 ft 2 in (11.00 m)
- 全高: 11 ft 6 in (3.50 m)
- 自重: 3,461 lb (2,000kgs)
- 最大離陸重量: 6,283 lb (2,850 kg- 3,000kg) 注：機種により異なる
- 動力: いずれか
  - プラット・アンド・ホイットニー・カナダ PW206C, 567 hp (423 kW) × 2
  - チュルボメカ アリウス 2K1 ターボシャフト, 571 hp (426 kW) × 2
- 最大速度: 177 mph=M0.23 (154 knots, 285 km/h)
- 航続距離: 599 mi (521 NM, 964 km)
- 実用上昇限度: 19,600 ft (5,974 m)
- 上昇率: 1,930 ft/min (9.8 m/s)
- 武装 (アグスタ A109 LUH のみ)
  - 機銃: 携行可能 ポッドに12.7 mm 機銃 (携行弾数250) ピントルマウント 7.62 mm 機銃、ドアの機銃架台に12.7 mm 機銃
  - ミサイル: 2基まで携行可能 × TOWミサイルランチャー(それぞれ2または4基のミサイル)
  - ポッドに無誘導ロケット弾(2.75 in または 81 mm ロケットをポッドに7基または12基)
  - ロケット/機銃ポッド (70 mm × 3基のロケットと12.7 mm 機銃(携行弾数200))

## 登場作品

### 映画
『ジュラシック・パーク』
インジェン社のヘリでイスラ・ヌブラル島の送迎に使われている。

『GODZILLA ゴジラ』
冒頭にモナーク所属の機体が登場し、芹沢猪四郎博士らをフィリピンの採掘場へと輸送する。

『ジュラシック・ワールド』
インジェン社のセキュリティ部門（ACU）のエージェントをイスラ・ヌブラル島まで輸送する。エージェントの1人はキャビンからH&K HK417を射撃してディモルフォドンを撃ち落としており、射撃能力の高さを誇示している。

### ゲーム
『グランド・セフト・オートシリーズ』

『GTA:TBoGT』
「Swift」の名称で登場する。機体に派手な山羊座のマークとテールブームに「SANTO CAPRO」の文字が入っている。

### テレビコマーシャル
- 大正製薬「サモン」

### 漫画
『亜人』